# Oona Castilla Chaplin
Oona Castilla Chaplin, född 4 juni 1986 i Madrid i Spanien, är en spansk skådespelare. Hon är dotter till Geraldine Chaplin och barnbarn till Charlie Chaplin och Oona O'Neill, efter vilken hon är uppkallad. Hon är känd för sin medverkan i TV-serierna Game of Thrones, Taboo, The Hour och Det blodröda fältet.

## Filmografi (i urval)
- 2007 – Spooks (TV-serie)
- 2008 – Quantum of Solace
- 2010 – Married Single Other (TV-serie)
- 2011–2012 – The Hour (TV-serie)
- 2012 – Sherlock (TV-serie)
- 2012–2013 – Game of Thrones (TV-serie)
- 2014 – Det blodröda fältet (TV-serie)
- 2014 – Black Mirror (TV-serie)
- 2015 – The Longest Ride
- 2017 – Taboo (TV-serie)
- 2025 – Avatar: Fire and Ash